# Governo della Serbia
Il governo della Repubblica di Serbia (in serbo Влада Републике Србије?, Vlada Republike Srbije) è un organo collegiale del sistema politico serbo, composto dal Primo ministro e dai ministri, che costituisce il vertice del potere esecutivo.
Il governo attuale è il governo Macut, entrato in carica il 16 aprile 2025.

## Funzioni
Ai sensi della Costituzione, il Governo:
- stabilire e perseguire una condotta politica;
- applicare le leggi e gli altri atti generali dell'Assemblea nazionale;
- adottare regolamenti e altri atti generali per l'applicazione delle leggi;
- proporre le leggi dell'Assemblea nazionale e di altri atti generali e dare il suo parere su tali quando l'opposizione li propone;
- dirigere e coordinare il lavoro della pubblica amministrazione e supervisionare il loro lavoro;
- svolgere le altre mansioni previste dalla Costituzione e la legge.

Inoltre, il governo è responsabile per l'Assemblea Nazionale, per la politica della Repubblica di Serbia, per l'applicazione di leggi e per gli altri atti generali dell'Assemblea nazionale, oltre che per il lavoro della pubblica amministrazione.